# Decreto Nacht und Nebel

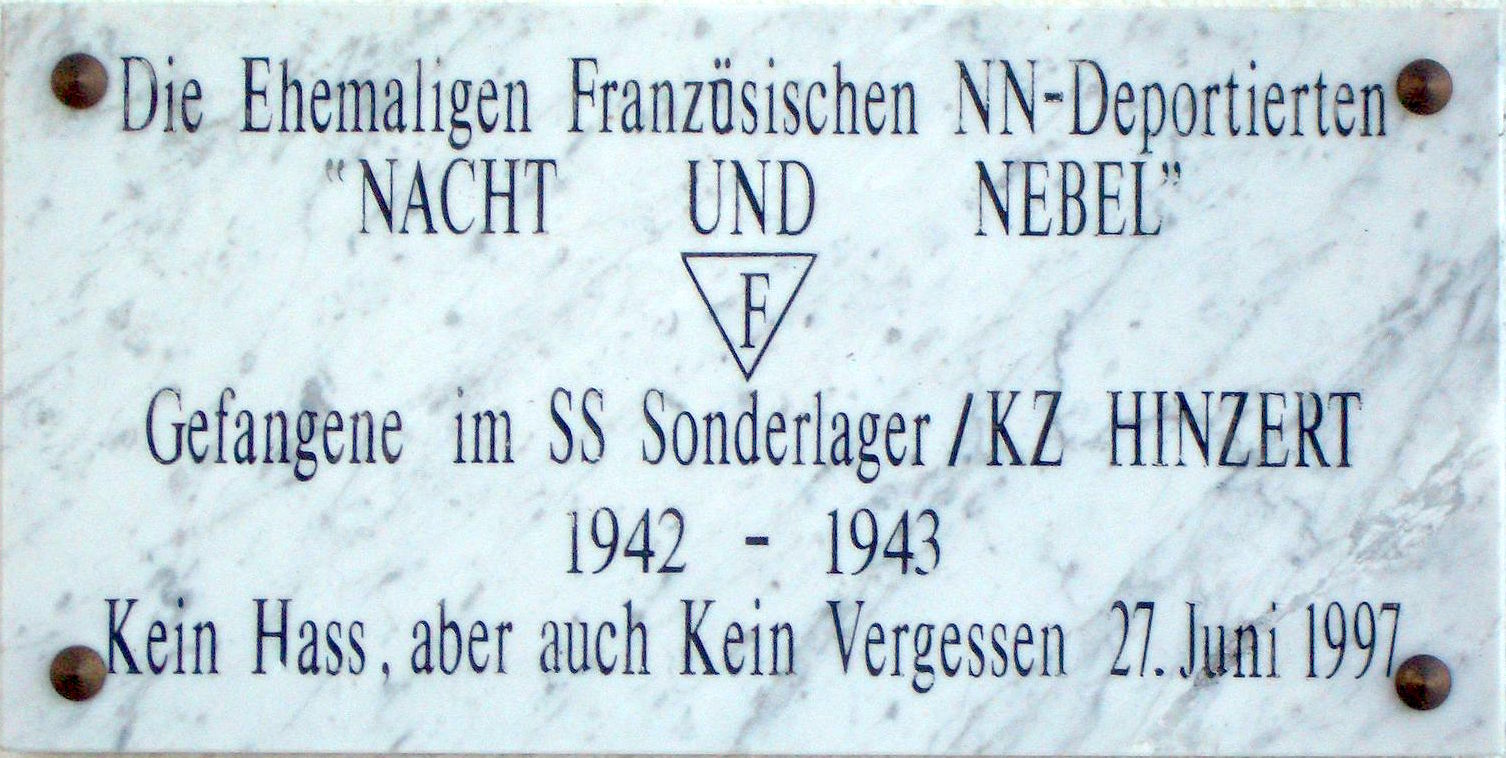
Placa conmemorativa en recuerdo de víctimas francesas, referidas aquí como deportados-NN, en alusión a las directivas "Nacht und Nebel" aplicadas por los nazis durante la Segunda Guerra Mundial y posteriormente reconocidas como crimen de guerra y antecedente directo de la desaparición forzada de personas. Al pie, la frase: Kein Hass, aber auch Kein Vergessen ("Sin odio, pero también sin olvido"). Campo de concentración de Hinzert, Alemania.

Las "Directivas para la persecución de las infracciones cometidas contra el Reich o las Fuerzas de Ocupación en los Territorios Ocupados" (en idioma alemán: Richtlinien für die Verfolgung von Straftaten gegen das Reich oder die Besatzungsmacht in den besetzten Gebieten) titularon un decreto firmado el 7 de diciembre de 1941 y desarrollado por una serie de directrices aplicadas por las autoridades del Tercer Reich para la represión y eliminación física de oponentes políticos al régimen nazi en los territorios ocupados, así como de combatientes enemigos miembros de la Resistencia y de prisioneros de guerra de las Fuerzas Aliadas durante la Segunda Guerra Mundial.

## Marco teórico
Estas directivas son conocidas por el nombre eufemístico de "Decreto Noche y Niebla" o "Decreto Nacht und Nebel" (en alemán: Nacht und Nebel-Erlass, de Nacht noche y Nebel, niebla, es decir, a escondidas), o también "Decreto NN", en referencia a su particular operativa y en la aplicación de prácticas de desaparición forzada de personas, incluyendo el asesinato de prisioneros de guerra cuyos derechos estaban protegidos entonces por la Convención de Ginebra. Los prisioneros tomados en aplicación de este decreto, eran deportados de manera oculta, sin que se conservase testimonio o registro de los hechos y sus circunstancias, a campos de concentración específicos como el de Struthof-Natzweiler, en la Alsacia anexionada, o el de Gross-Rosen, en Alemania, donde eran identificados en sus ropas con las letras NN y conocidos como prisioneros NN.
El Tribunal Internacional Militar de Núremberg declaró el decreto Nacht und Nebel un acto de crimen de guerra y condenó expresamente al mariscal de la Wehrmacht, firmante del mismo, Wilhelm Keitel. Varios jueces, fiscales y otros altos funcionarios alemanes del sistema de justicia del Reich fueron juzgados por el Tribunal Militar de los Estados Unidos en el proceso de Núremberg conocido como Juicio de los Jueces, acusados principalmente por su conexión con el plan Nacht und Nebel. En particular, el fiscal general del Reich, Lautz, fue uno de los acusados reconocidos por su más activa implicación en el desarrollo del plan entre 1942 y 1944.
Carl Albrecht Oberg, más tarde conocido como el "carnicero de París", fue el primer jefe de la HSSPF que tras el reagrupamiento de las fuerzas de policía alemanas y francesas desde mayo de 1942 impulsó el plan NN en Francia.
La película documental Nuit et brouillard del director francés Alain Resnais (1956) que describe la aplicación del plan Noche y Niebla, así como otros aspectos del holocausto en Francia, fue galardonada con el Premio Vigo pero causó controversia al ser retirada del Festival de Cannes tras la presión de las autoridades.

## Decreto
El 7 de diciembre de 1941, coincidiendo con el ataque de Pearl Harbor que llevó a la entrada en la Segunda Guerra Mundial de los Estados Unidos, el mariscal Wilhelm Keitel firmó el documento titulado Directivas para la persecución de las infracciones cometidas contra el Reich o las fuerzas de ocupación en los territorios ocupados o Richtlinien für die Verfolgung von Straftaten gegen das Reich oder die Besatzungsmacht in den besetzten Gebieten, el cual supuso, según las conclusiones del posterior proceso de Núremberg, un hito en la violencia criminal nazi que llegó a su paroxismo en la conferencia de Wannsee el 20 de enero de 1942, donde fue aprobada la Solución final o Endlösung. El autor de este texto fue el abogado y SS Sturmbannführer Karl Heinz Hoffmann y fue puesta en práctica por la Oficina Central de Seguridad del Reich o RSHA por sus siglas en alemán.
El texto del decreto, secreto, fue reconstruido por el Tribunal de Núremberg y alcanzaba 40 páginas de detalladas instrucciones operativas.
El siguiente párrafo es introductorio: "Dentro de los territorios ocupados, elementos comunistas y otros círculos hostiles a Alemania han aumentado sus esfuerzos contra el Estado Alemán y las fuerzas ocupantes desde que comenzó la campaña de Rusia. El número y la peligrosidad de estas maquinaciones nos obligan a tomar severas medidas..."
La orden básica de Hitler pretendía que los actos de resistencia de la población civil en los países ocupados fueran juzgados por una corte marcial: 
- a) cuando hubiera certeza de que se aplicaría la pena de muerte ("al menos al actor principal") y,
- b) cuando la sentencia se pronunciase "en un plazo de tiempo muy breve".

El resto de los opositores debían ser detenidos durante "la noche y la niebla" y llevados clandestinamente a Alemania. "En el caso de que las autoridades alemanas o extranjeras se interesaran por tales prisioneros, se deberá contestar que habían sido arrestados pero que los procedimientos no permitían más información". 
Durante el proceso de Keitel, este afirmó que, con respecto a la política de represión en los países ocupados, especialmente en la Europa Oriental tras la invasión de la URSS, Adolfo Hitler había declarado que "El efecto de disuasión de estas medidas"... "radica en que: a) permite la desaparición de los acusados sin dejar rastro y b) que ninguna información puede ser difundida acerca de su paradero o destino". “Una intimidación efectiva y duradera solo se logra por penas de muerte o por medidas que mantengan a los familiares y a la población en la incertidumbre sobre la suerte del reo” y "por la misma razón, la entrega del cuerpo para su entierro en su lugar de origen no es aconsejable, porque el lugar del entierro podrá ser utilizado para manifestaciones... A través de la diseminación de tal terror toda disposición de resistencia entre el pueblo será eliminada".

## Práctica

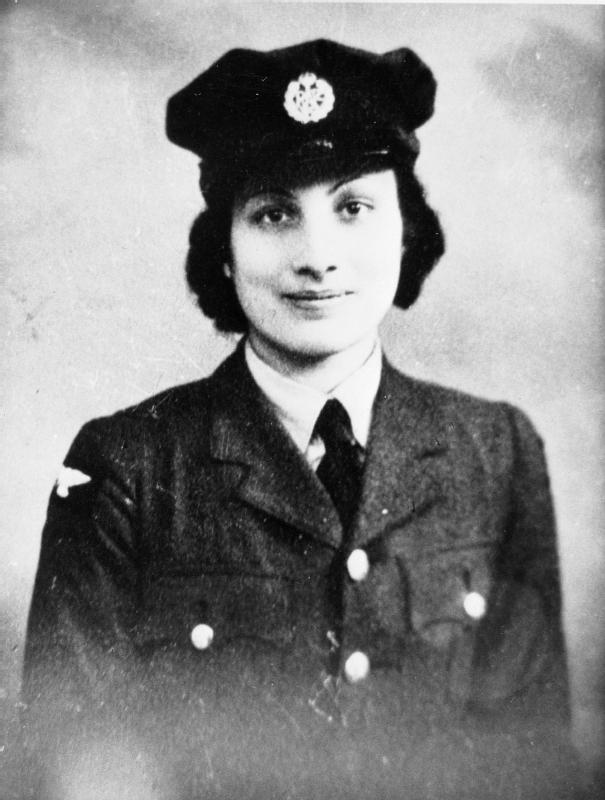
Retrato de Noor Inayat Khan, oficial de la SOE. A esta unidad de las Fuerzas Armadas Británicas pertenecieron numerosas de las víctimas británicas combatientes del decreto NN, a las que se negó la protección de la Convención de Ginebra por su apoyo directo a la Resistencia Francesa.

Según los ideólogos del nazismo, el Decreto tenía una especial importancia, pues implicaba una "innovación básica" del Estado: la organización de un sistema de desapariciones forzadas. 
Una característica fundamental de la directiva es que permitía la aplicación secreta de la pena, sin dejar testimonio o pruebas sobre las circunstancias y término de la misma, de ahí el uso eufemístico de las palabras Noche (Nacht) y Niebla (Nebel), inspiradas directamente de un canto de la ópera El oro del Rin de Richard Wagner.
Su aplicación a prisioneros combatientes, violando de esta manera la convención, fue particularmente seguida en Occidente para con los guerrilleros de la Resistencia de Francia, Bélgica y Países Bajos, y de manera masiva con militares de la Unión Soviética. 
Para la aplicación del decreto se autorizaba el aislamiento y deportación del prisionero en territorio del III Reich desde el país ocupado. La consigna era no transmitir ninguna información sobre el destino o el lugar de la muerte, llegado el caso. El campo de Struthof-Natzweiler acogió muchos de estos prisioneros en cuyos uniformes figuraban las siglas N.N.
El proceso de Núremberg permitió el conocimiento público la existencia de los prisioneros NN y de los crímenes asociados al decreto, llevando a la condena expresa por ellos del mariscal Wilhelm Keitel.

## Precedente moderno del crimen de desaparición forzada
El decreto Nacht und Nebel es considerado uno de los precedentes históricos de los crímenes de desaparición forzada perpetrados por diversos regímenes políticos de la segunda mitad del siglo XX en materia de violación de los derechos humanos. 
La evocación de la niebla es recordada por el testimonio de uno de los testigos directos de los vuelos de la muerte practicados en Argentina, donde la metodología NN fue integrada a través de la doctrina de la contrainsurgencia. Un camionero que transportaba un cargamento de cadáveres declaró que, al preguntar a un militar sobre el destino de los finados, éste respondió: “Van a la niebla de ninguna parte”.